# Manneville-ès-Plains
Manneville-ès-Plains is een gemeente in het Franse departement Seine-Maritime (regio Normandië) en telt 256 inwoners (2004). De plaats maakt deel uit van het arrondissement Dieppe.

## Geografie
De oppervlakte van Manneville-ès-Plains bedraagt 6,3 km², de bevolkingsdichtheid is 40,6 inwoners per km².
De onderstaande kaart toont de ligging van Manneville-ès-Plains met de belangrijkste infrastructuur en aangrenzende gemeenten.

## Demografie
Onderstaande figuur toont het verloop van het inwonertal (bron: INSEE-tellingen).